# Suksun
Suksun (in russo Суксун?) è un insediamento operaio della Russia europea nord-orientale (Territorio di Perm'); è il centro amministrativo del distretto Suksunskij.
Si trova sulla riva sinistra della Sylva, a 134 km da Perm' e a 30 km dal confine con l'oblast' di Sverdlovsk.